# Hermann Braun (Eiskunstläufer)
Hermann Braun (* 29. Mai 1925 in Köln; † 30. Juni 2002 ebenda) war ein deutscher Eiskunstläufer.
1954 wurde er zusammen mit Inge Minor deutscher Meister im Paarlauf. 1951 wurden sie sowohl bei der Weltmeisterschaft wie auch bei der Europameisterschaft Fünfte und 1954 bei beiden Turnieren Siebte. Sie nahmen 1952 an den Olympischen Winterspielen teil und belegten dort den achten Platz.
1950 wurde Braun im Einzellauf Dritter bei den deutschen Meisterschaften. Er repräsentierte den EC Bad Tölz.

## Ergebnisse

### Paarlauf
(mit Inge Minor)
| Wettbewerb / Jahr        | 1951 | 1952 | 1953 | 1954 |
| ------------------------ | ---- | ---- | ---- | ---- |
| Olympische Winterspiele  |      | 8.   |      |      |
| Weltmeisterschaften      | 5.   |      |      | 7.   |
| Europameisterschaften    | 5.   |      |      | 7.   |
| Deutsche Meisterschaften | 3.   |      |      | 1.   |